# Skomlin

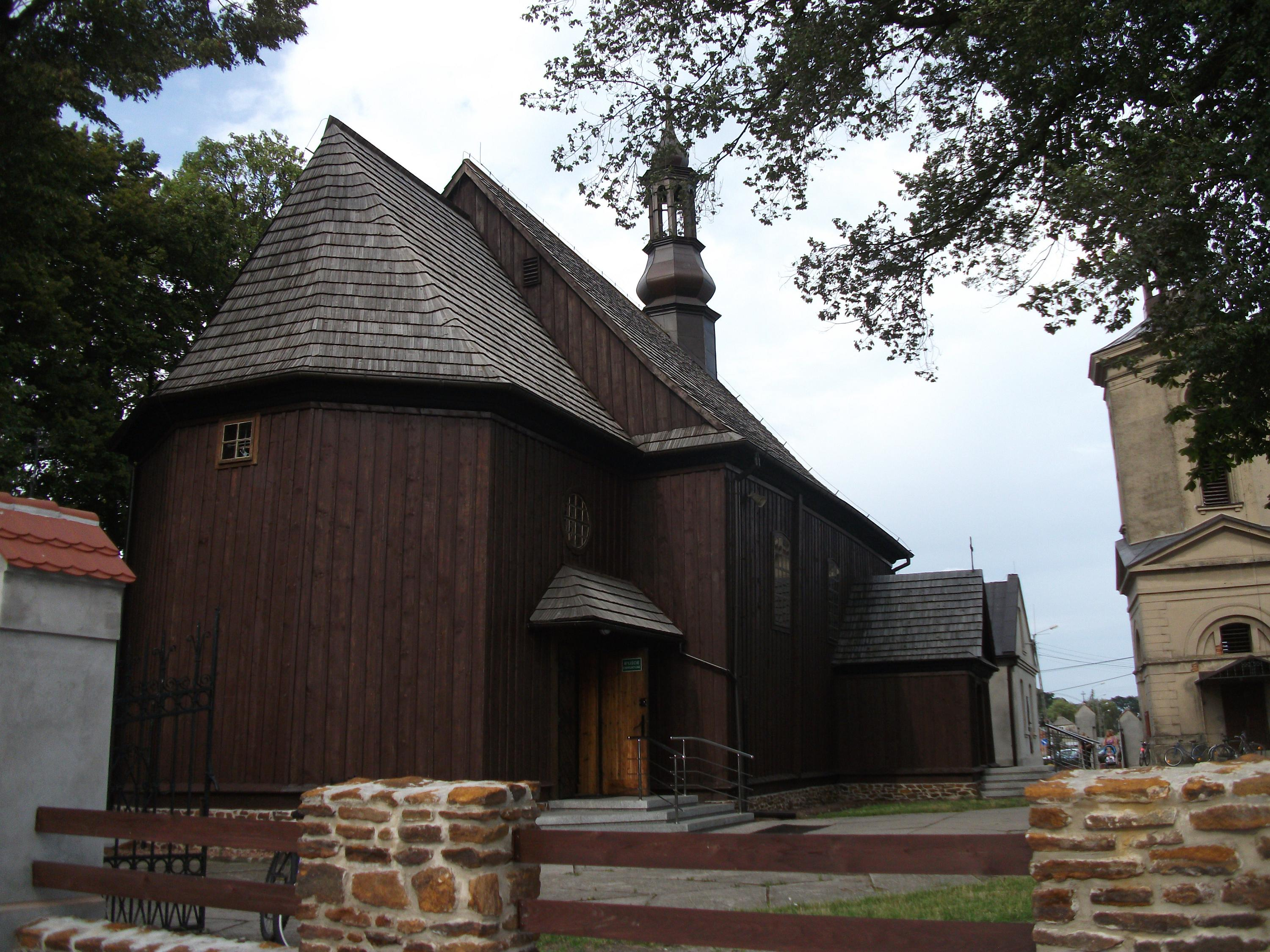
Die Kirche in Skomlin

Skomlin (deutsch Skomlin, 1943–1945 Schommeln) ist ein Dorf und Sitz der gleichnamigen Gemeinde im Powiat Wieluński der Woiwodschaft Łódź, Polen.

## Gemeinde
Zur Landgemeinde (gmina wiejska) Skomlin gehören 11 Ortsteile mit einem Schulzenamt (sołectwo):
Bojanów
Brzeziny (1943–1945 Birkenwald)
Klasak Duży
Maręże
Skomlin I
Skomlin II
Toplin (1943–1945 Tempel)
Walenczyzna
Wichernik (1943–1945 Windfeld)
Wróblew (1943–1945 Spatzquelle)
Zbęk
Weitere Ortschaften der Gemeinde sind:
Kazimierz
Klasak Mały
Ług
Malinówka
Smugi
Wygoda
Zadole
Złota Góra